# ۱۱۶۳ (قمری)
۱۱۶۳ (قمری)، هزار و صد و شصت و سومین سال در گاهشماری هجری قمری است. اول محرم این سال برابر با یازدهم دسامبر سال ۱۷۴۹ میلادی است.